# Payeftjaouemaouyneith
Payeftjaouemaouyneith ou Peftouaneith est un haut fonctionnaire de l'Égypte antique qui a vécu pendant la XXVIe dynastie, servant sous les rois Apriès et Ahmôsis II. Il est connu par plusieurs monuments qui témoignent de son importance.
Sa mère était une femme appelée Nanesbastet. Son père était un fonctionnaire appelé Sasobek avec plusieurs titres dont celui de « chef du palais », « prêtre d'Horus de Pe » et « prêtre d'Amon du nord de Thèbes ».
Il existe une statue provenant à l'origine d'Héliopolis, comme l'indique l'inscription sur la statue, qui se trouve aujourd'hui au British Museum (EA 83),. D'après une autre statue, aujourd'hui au Louvre (A 93), on sait que Payeftjaouemaouyneith a ordonné plusieurs travaux de rénovation à Abydos et ses environs sous le règne d'Amôsis. Il existe une table d'offrandes trouvée à Memphis et une troisième statue également découverte à Memphis. Une quatrième statue a été mise au jour à Bouto. Payeftjaouemaouyneith possédait plusieurs titres importants, dont celui de « grand intendant » et de « surveillant du double trésor ». Il avait également le titre de médecin.

## Description de la statue du British Museum
La statue BM EA 83 de Payeftjaouemaouyneith est la partie inférieure d'une statue naophore agenouillée de grande qualité, en basalte teinté de vert, et provient d'Héliopolis.
Payeftjaouemaouyneith porte un kilt plissé et présente un naos avec une statuette probablement d'Osiris bien que la tête et le haut du corps soient perdus. Des textes hiéroglyphiques bien inscrits figurent sur le naos, le pilier arrière et la base avant arrondie. La tête et le haut du corps ont disparu, et seul son torse incomplet subsiste. La statue mesure 71 cm de hauteur, 50 cm de profondeur et 27 cm de largeur. La statue fait partie de la collection du département de l'Égypte ancienne et du Soudan du British Museum.
L'image et le texte se combinent pour promouvoir la présentation de soi de Payeftjaouemaouyneith. Le texte de Payeftjaouemaouyneith, écrit à la première personne, forme une composante cohérente pour promouvoir son autoprésentation, et révèle une chaîne sophistiquée de titres et d'épithètes. La biographie de Payeftjaouemaouyneith exprime son individualité et d'estime de soi. L'emplacement du texte sur la statue de Payeftjaouemaouyneith n'est pas facilement accessible à la lecture car il est écrit principalement sur le pilier arrière de la statue, généralement placé contre le mur. La biographie de Payeftjaouemaouyneith ne raconte pas une carrière entière, mais se concentre sur les caractéristiques de l'individu. En raison de sa nature commémorative et de sa dédicace dans l'espace d'un temple, il est sélectif et se concentre davantage sur le point central de sa narration. Il souhaite être aussi apprécié qu'il l'était de son vivant, et jouir de l'éternité avec une dotation funéraire continue en présence du grand dieu. Le récit de Payeftjaouemaouyneith dans cette biographie révèle ses actions de manière active. L'événement est raconté par un seul point de vue. Le récit de Payeftjaouemaouyneith est composé comme les textes religieux où le dieu est généralement l'acteur principal de la scène, ou comme le genre dans lequel le roi domine la scène. Lorsque l'une de ses épithètes le décrit comme « le confident d'Horus dans ses plans », cela implique que le roi avait l'habitude de prendre conseil auprès de Payeftjaouemaouyneith. Cette expression montre manifestement le rôle de Payeftjaouemaouyneith au sein du palais royal et sa relation étroite avec le roi. La biographie de Payeftjaouemaouyneith a été écrite lorsqu'il a atteint l'apogée de sa carrière, mais ne révèle pas l'évolution de sa carrière, du début jusqu'à son apogée. La biographie de Payeftjaouemaouyneith sur cette statue est une pièce dédicatoire commémorant son activité au temple d'Atoum à Héliopolis.